# Star Fléron FC
R. Star Fléron FC was een Belgische voetbalclub uit Fléron. De club is aangesloten bij de KBVB met stamnummer 33 en heeft zwart en geel als kleuren. De club speelt in de Luikse provinciale reeksen, maar speelde in de eerste helft van de 20ste eeuw vele seizoenen in de nationale reeksen.

## Geschiedenis
De club werd opgericht in 1908 als Fléron FC. In 1921 verscheen de club voor het eerst in de nationale bevorderingsreeksen, in die tijd de tweede klasse. Fléron werd echter laatste en zakte meteen weer. Het jaar erop promoveerde men opnieuw, maar weer werd men allerlaatste, en zakt men na een seizoen weer.
In 1926 werden de Belgische nationale reeksen met een niveau uitgebreid. De bevorderingsreeksen zouden voortaan door een derde klasse gevormd worden. Fléron kon opnieuw aantreden in de uitgebreide nationale reeksen, en won er zelfs meteen zijn reeks. In 1927 stootte men zo opnieuw door naar de Tweede Klasse. Opnieuw werd men er echter allerlaatste, en opnieuw zakte men na amper één seizoen.
Fléron moest de volgende jaren in Bevordering telkens tegen degradatie strijden. In 1931 eindigde men zelfs opnieuw op de laatste plaats. Door een uitbreiding van het aantal reeksen in Tweede en Derde Klasse en de bijhorende uitbreiding van aantal clubs in de nationale reeksen, kon Fléron desondanks in bevordering blijven. Dit bleek echter uitstel van executie, want in 1932 strandde men alweer op een degradatieplaats. De club bleef de eerste helft van de jaren 30 wat zoeken naar zijn plaats. Er volgenden immers een degradatie in 1932, een promotie naar bevordering in 1933, opnieuw een degradatie in 1934 en opnieuw een promotie naar bevordering in 1935. Daarna kon Fléron zich eindelijk handhaven in de nationale bevorderingsreeksen. In 1939, vlak voor de Tweede Wereldoorlog, pakte men er uiteindelijk zelfs de titel, en zo promoveerde men na 11 jaar weer naar Tweede Klasse.
Fléron had het echter moeilijk in Tweede Klasse. In 1944 werd men zelfs laatste in de reeks. Er zakten echter geen clubs in dit oorlogsjaar, en kon men opnieuw blijven. Fléron hield het nog even vol na de oorlog, maar toen men in 1948 weer laatste werd, zakte men echter voorgoed uit Tweede Klasse.
Fléron bleef de volgende jaren in Bevordering, de Derde Klasse, spelen. In 1952 werden er grote competitiehervormingen doorgevoerd. De nationale bevorderingsreeksen zouden voortaan gevormd worden door een vierde klasse, en het aantal reeksen en clubs in de hogere afdelingen werd gereduceerd. Fléron bleef weliswaar in Bevordering spelen, maar dit was nu dus de Vierde Klasse.
Halverwege de jaren vijftig kende de club even een wisselvallig periode. In 1956 zakte men na bijna twee decennia nationaal voetbal even terug naar Eerste Provinciale, maar een jaar later keerde de ploeg alweer terug in Bevordering, en won er zelfs meteen zijn reeks. Fléron mocht zo in 1958 weer naar Derde Klasse, en ging er aanvankelijk zelfs door op zijn elan. Het eerste seizoen sloot men er af op een derde plaats. De volgende jaren kon men dit echter niet herhalen, en in 1962 was het weer over. Na vier jaar zakte men terug naar Vierde Klasse.
Fléron zou de rest van de jaren 60 nog een wisselvallige periode kennen in Vierde Klasse, met in 1964/65 en 1967/68 telkens één seizoen in Eerste Provinciale. Rond 1970 kende men nog even een betere periode. In 1971 werd zelfs nipt een titel gemist. Fléron eindigde tweede, op amper één puntje van kampioen Herve FC. De volgende jaren ging het echter seizoen na seizoen minder, tot men in 1975 opnieuw degradeerde naar de provinciale reeksen.
Ditmaal kon Fléron geen terugkeer naar de nationale reeksen meer afdwingen, en men bleef de rest van de 20ste eeuw in de provinciale reeksen hangen. In 2002 ging men een fusie aan met de jongere club Royal Star Romsée. Deze club uit Romsée was aangesloten bij de Voetbalbond met stamnummer 4154. De fusieclub ging Royal Star Fléron FC heten, en speelde met stamnummer 33 van Fléron verder. Stamnummer 4154 werd geschrapt. Fléron speelde op dat moment in Tweede Provinciale.
Op 1 juli 2020 fuseerde de club met AS Verviers tot Racing Club Star Verviers. Doel van de fusie was opnieuw een club in Verviers te hebben met een oud stamnummer, ter navolging van het terziele gegane RCS Verviétois met stamnummer 8.

## Resultaten
| Seizoen | Klasse | Klasse | Klasse | Klasse | Klasse | Reeks                                     | Punten                                    | Opmerkingen |                                           |
|         | I      | II     | P.II   |        |        |                                           |                                           | |                                           |
| ------- | ------ | ------ | ------ | ------ | ------ | ----------------------------------------- | ----------------------------------------- | --- | ----------------------------------------- |
| 1921/22 |        | 14     |        |        |        | Eerste Afdeling                           | 13                                        | |                                           |
| 1922/23 |        |        |        |        |        | Tweede prov. Luik                         |                                           | |                                           |
| 1923/24 |        | 14     |        |        |        | Eerste Afdeling B                         | 5                                         | |                                           |
| 1924/25 |        |        |        |        |        | Tweede prov. Luik                         |                                           | |                                           |
| 1925/26 |        |        |        |        |        | Tweede prov. Luik                         |                                           | |                                           |
|         | I      | II     | III    | P.II   |        | Vanaf 1926/27 zijn er 3 nationale niveaus | Vanaf 1926/27 zijn er 3 nationale niveaus | Vanaf 1926/27 zijn er 3 nationale niveaus | Vanaf 1926/27 zijn er 3 nationale niveaus |
| 1926/27 |        |        | 1      |        |        | Bevordering C                             | 36                                        | |                                           |
| 1927/28 |        | 14     |        |        |        | Eerste Afdeling                           | 9                                         | |                                           |
| 1928/29 |        |        | 11     |        |        | Bevordering C                             | 20                                        | |                                           |
| 1929/30 |        |        | 10     |        |        | Bevordering B                             | 16                                        | |                                           |
| 1930/31 |        |        | 14     |        |        | Bevordering B                             | 9                                         | |                                           |
| 1931/32 |        |        | 13     |        |        | Bevordering D                             | 18                                        | |                                           |
| 1932/33 |        |        |        |        |        | Tweede prov. Luik                         |                                           | |                                           |
| 1933/34 |        |        | 14     |        |        | Bevordering D                             | 13                                        | |                                           |
| 1934/35 |        |        |        |        |        | Tweede prov. Luik                         |                                           | |                                           |
| 1935/36 |        |        | 5      |        |        | Bevordering A                             | 35                                        | |                                           |
| 1936/37 |        |        | 11     |        |        | Bevordering B                             | 22                                        | |                                           |
| 1937/38 |        |        | 10     |        |        | Bevordering B                             | 24                                        | |                                           |
| 1938/39 |        |        | 1      |        |        | Bevordering A                             | 42                                        | |                                           |
| 1939/40 |        |        |        |        |        |                                           |                                           | Geen competitie door Wereldoorlog II |                                           |
| 1940/41 |        |        |        |        |        |                                           |                                           | Geen competitie door Wereldoorlog II |                                           |
| 1941/42 |        | 12     |        |        |        | Eerste Afdeling A                         | 19                                        | |                                           |
| 1942/43 |        | 13     |        |        |        | Eerste Afdeling A                         | 22                                        | |                                           |
| 1943/44 |        | 15     |        |        |        | Eerste Afdeling B                         | 16                                        | |                                           |
| 1944/45 |        |        |        |        |        |                                           |                                           | Geen competitie door Wereldoorlog II |                                           |
| 1945/46 |        | 11     |        |        |        | Eerste Afdeling B                         | 29                                        | |                                           |
| 1946/47 |        | 9      |        |        |        | Eerste Afdeling A                         | 33                                        | |                                           |
| 1947/48 |        | 16     |        |        |        | Eerste Afdeling B                         | 17                                        | |                                           |
| 1948/49 |        |        | 10     |        |        | Bevordering D                             | 30                                        | |                                           |
| 1949/50 |        |        | 3      |        |        | Bevordering C                             | 37                                        | |                                           |
| 1950/51 |        |        | 11     |        |        | Bevordering C                             | 27                                        | |                                           |
| 1951/52 |        |        | 9      |        |        | Bevordering D                             | 27                                        | Degradatie als gevolg van de competitiehervorming |                                           |
|         | I      | II     | III    | IV     | P.I    | Vanaf 1952/53 zijn er 4 nationale niveaus | Vanaf 1952/53 zijn er 4 nationale niveaus | Vanaf 1952/53 zijn er 4 nationale niveaus | Vanaf 1952/53 zijn er 4 nationale niveaus |
| 1952/53 |        |        |        | 7      |        | Vierde Klasse B                           | 32                                        | |                                           |
| 1953/54 |        |        |        | 13     |        | Vierde Klasse B                           | 27                                        | |                                           |
| 1954/55 |        |        |        | 11     |        | Vierde Klasse D                           | 25                                        | |                                           |
| 1955/56 |        |        |        | 15     |        | Vierde Klasse D                           | 17                                        | |                                           |
| 1956/57 |        |        |        |        |        | Eerste prov. Luik                         |                                           | |                                           |
| 1957/58 |        |        |        | 1      |        | Vierde Klasse C                           | 48                                        | |                                           |
| 1958/59 |        |        | 3      |        |        | Derde Klasse A                            | 37                                        | |                                           |
| 1959/60 |        |        | 10     |        |        | Derde Klasse B                            | 30                                        | |                                           |
| 1960/61 |        |        | 7      |        |        | Derde Klasse B                            | 31                                        | |                                           |
| 1961/62 |        |        | 15     |        |        | Derde Klasse B                            | 20                                        | |                                           |
| 1962/63 |        |        |        | 10     |        | Vierde Klasse C                           | 27                                        | |                                           |
| 1963/64 |        |        |        | 16     |        | Vierde Klasse C                           | 22                                        | |                                           |
| 1964/65 |        |        |        |        |        | Eerste prov. Luik                         |                                           | |                                           |
| 1965/66 |        |        |        | 13     |        | Vierde Klasse B                           | 20                                        | |                                           |
| 1966/67 |        |        |        | 14     |        | Vierde Klasse A                           | 25                                        | |                                           |
| 1967/68 |        |        |        |        |        | Eerste prov. Luik                         |                                           | |                                           |
| 1968/69 |        |        |        | 6      |        | Vierde Klasse D                           | 36                                        | |                                           |
| 1969/70 |        |        |        | 6      |        | Vierde Klasse D                           | 33                                        | |                                           |
| 1970/71 |        |        |        | 2      |        | Vierde Klasse A                           | 42                                        | De ploegen die 2e eindigden speelden een eindronde voor het geval er een extra plaats vrij zou komen in Derde Klasse. Fléron won de eindronde, maar promoveerde niet aangezien er geen plaats vrijkwam |                                           |
| 1971/72 |        |        |        | 4      |        | Vierde Klasse B                           | 32                                        | |                                           |
| 1972/73 |        |        |        | 6      |        | Vierde Klasse A                           | 33                                        | |                                           |
| 1973/74 |        |        |        | 9      |        | Vierde Klasse B                           | 28                                        | |                                           |
| 1974/75 |        |        |        | 14     |        | Vierde Klasse B                           | 23                                        | |                                           |

## Bekende spelers[1]
- Victor Bauwens (1939-1940, 1945-1947)
- René Beulers (1954-1956)
- Francis Bissot (1960-1965 jeugd, 1965-1966)
- Mathieu Bollen (1962-1963)
- Maurice Bolsée (1946-1952 jeugd)
- Franz Carlier (1943-1945)
- Yvan Clermont (1913-1919)
- Paul Dechamps (1956-1961)
- Jean De Martin (1952-1953)
- André Demeure (1946-1948)
- Joseph Goffard (1941-1943, 1945-1949)
- Jacques Hacken (1944-1951 jeugd, 1951-1954, 1957-1962, 1967-1970)
- René Huttmacher (1954-1960 jeugd, 1960-1961, 1962-1966)
- Franz Lemaire (1960-1962)
- Joseph Lemal (1932-1934 jeugd, 1945-1954)
- Pierre Melen (1933-1935 jeugd)
- André Moons (1957-1958)
- Edgard Nihart (1945-1957)
- Jules Pappaert (1941-1942)
- Maurice Petit (1910-1911, 1913-1920)
- Guy Philippe (1972-1979)
- Jean-Claude Rahier (1959-1960, 1961-1963, 1964-1966, 1968-1972)
- Frans Rykers (1954-1956)
- Lambert Simon (1942-1947)
- Guillaume Swerts (1954-1957)
- Louis Testaert (1957-1961)
- François Van Arschot (1941-1942)
- Jacques Verhulst (1958-1959)
- Dieudonné Wilmotte (1930-1934 jeugd, 1945-1955)
- Jean Wislet (1942-1947)
- Mohamed Tchité

(2019-2020)